# Бакнер (Міссурі)
Бакнер (англ. Buckner) — місто (англ. city) в США, в окрузі Джексон штату Міссурі. Населення — 2945 осіб (2020).

## Географія
Бакнер розташований за координатами 39°7′57″ пн. ш. 94°11′49″ зх. д. / 39.13250° пн. ш. 94.19694° зх. д. (39.132481, -94.196811).  За даними Бюро перепису населення США в 2010 році місто мало площу 4,63 км², з яких 4,63 км² — суходіл та 0,01 км² — водойми.

## Демографія
Згідно з переписом 2010 року, у місті мешкало 3076 осіб у 1141 домогосподарстві у складі 808 родин. Густота населення становила 664 особи/км².  Було 1243 помешкання (268/км²).
Расовий склад населення:
| - 95,6 % — білих - 0,4 % — корінних американців - 0,4 % — чорних або афроамериканців - 0,2 % — вихідців з тихоокеанських островів - 0,1 % — азіатів - 1,2 % — осіб інших рас |

До двох чи більше рас належало 2,2 %. Частка іспаномовних становила 3,4 % від усіх жителів.
За віковим діапазоном населення розподілялося таким чином: 29,5 % — особи молодші 18 років, 60,1 % — особи у віці 18—64 років, 10,4 % — особи у віці 65 років та старші. Медіана віку мешканця становила 33,6 року. На 100 осіб жіночої статі у місті припадало 101,0 чоловіків;  на 100 жінок у віці від 18 років та старших — 96,6 чоловіків також старших 18 років.
Середній дохід на одне домашнє господарство  становив 52 486 доларів США (медіана — 46 319), а середній дохід на одну сім'ю — 63 234 долари (медіана — 57 250). Медіана доходів становила 42 292 долари для чоловіків та 35 507 доларів для жінок. За межею бідності перебувало 23,0 % осіб, у тому числі 36,2 % дітей у віці до 18 років та 10,0 % осіб у віці 65 років та старших.
Цивільне працевлаштоване населення становило 1344 особи. Основні галузі зайнятості: освіта, охорона здоров'я та соціальна допомога — 17,3 %, виробництво — 15,6 %, роздрібна торгівля — 10,8 %, мистецтво, розваги та відпочинок — 10,1 %.